# Grupa warowna Hanička
Grupa Warowna Hanicka (cz. Dělostřelecká tvrz Hanička, znana także jako Twierdza Artyleryjska Hanicka/Haniczka) – czechosłowackie umocnienia w Górach Orlickich.
W skład grupy warownej wchodziło sześć schronów bojowych połączonych podziemnym korytarzem, podziemny magazyn i koszary: 
1. R-S 76 "Lom" - schron piechoty.
2. R-S 77 " Pozorovatelna " - schron piechoty.
3. R-S 78 "Na Pasece" - schron artyleryjski. Miał być wyposażony w obrotową wieżę artyleryjską uzbrojoną w 2 haubice 100 mm. Wieża nie została zainstalowana do października 1938 r.
4. R-S 79 "Na Mýtině" - obiekt artyleryjski. Docelowo miał być wyposażony w 3 haubice 100 mm. W 1938 r. bez głównego uzbrojenia. W przypadku wojny planowano użyć dział polowych 75 mm ustawionych na drewnianych podstawach.
5. R-S 79A "U Silnice" - obiekt wejściowy. Zniszczony podczas przebudowy.
6. R-S 80 - schron piechoty. W jego podziemiach znajdowało się ujęcie wody dla grupy warownej.

W latach 1975–93 trwała przebudowa na nowoczesny schron przeciwatomowy. W roku 1993 przebudowę przerwano z powodów finansowych. 
Aktualnie Grupa Warowna Hanicka ma status muzeum - można ją zwiedzać z przewodnikiem. Zwiedzanie trwa około jednej godziny. Podczas zwiedzanie można obejrzeć przebudowany obiekt wejściowy, podziemia grupy oraz schrony na powierzchni.

## Galeria

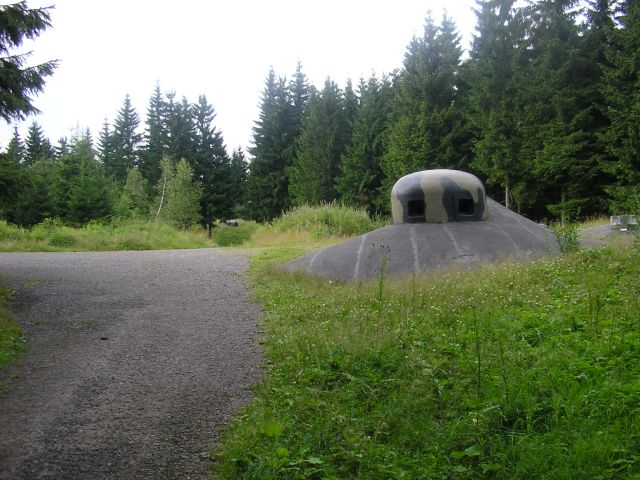
Kopuły pancerne schronu R-S-78
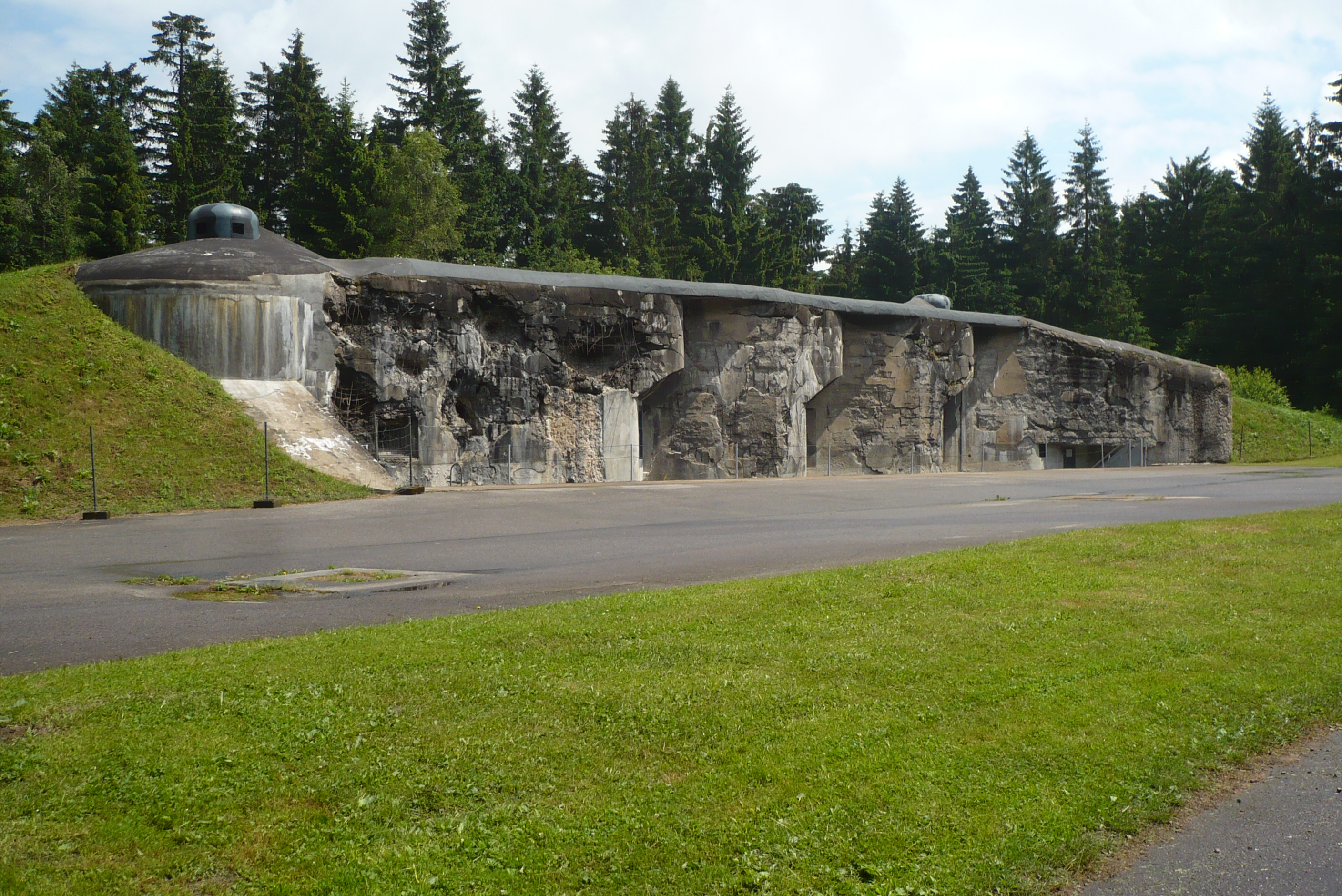
Schron R-H-S 79
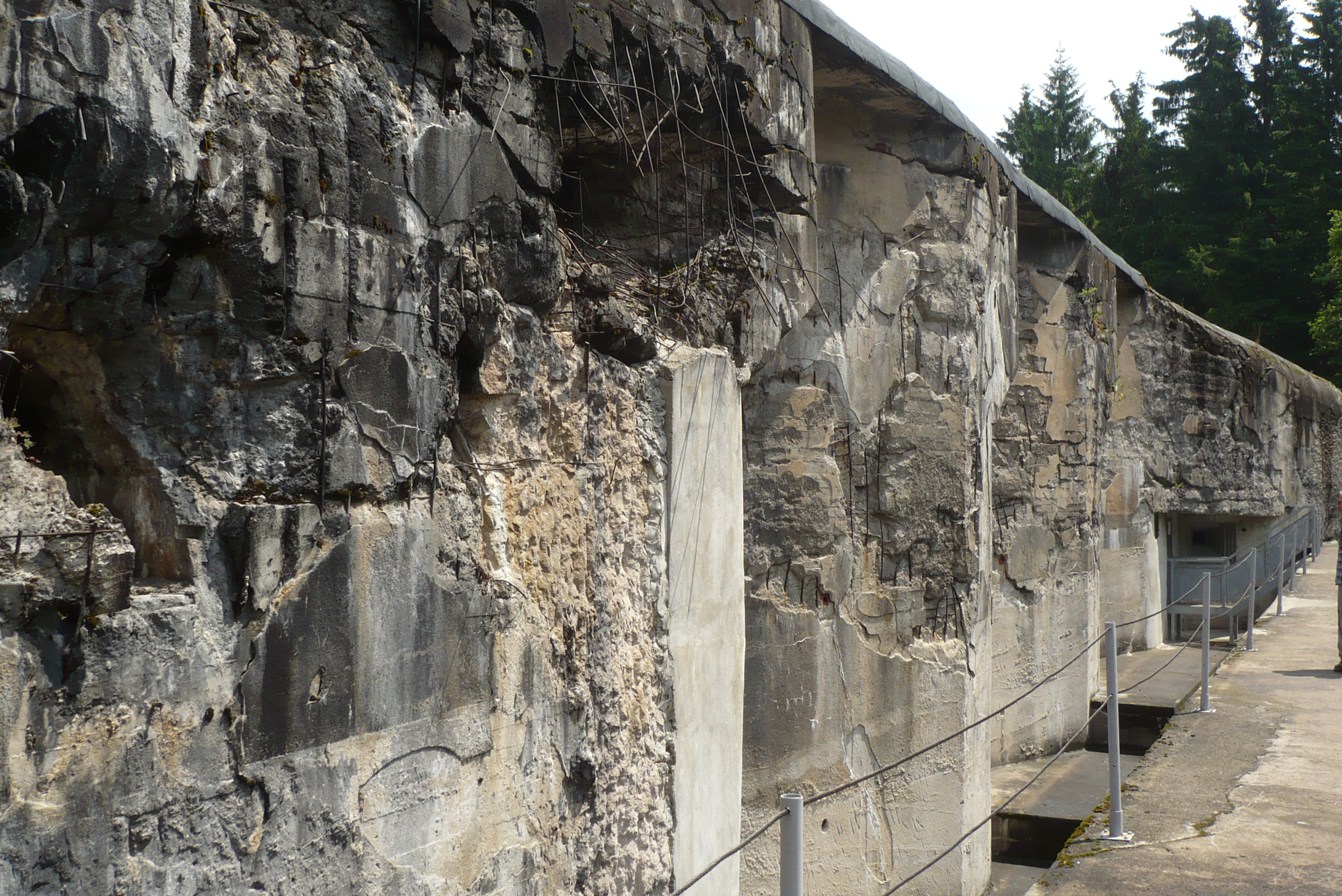
Schron R-H-S 79
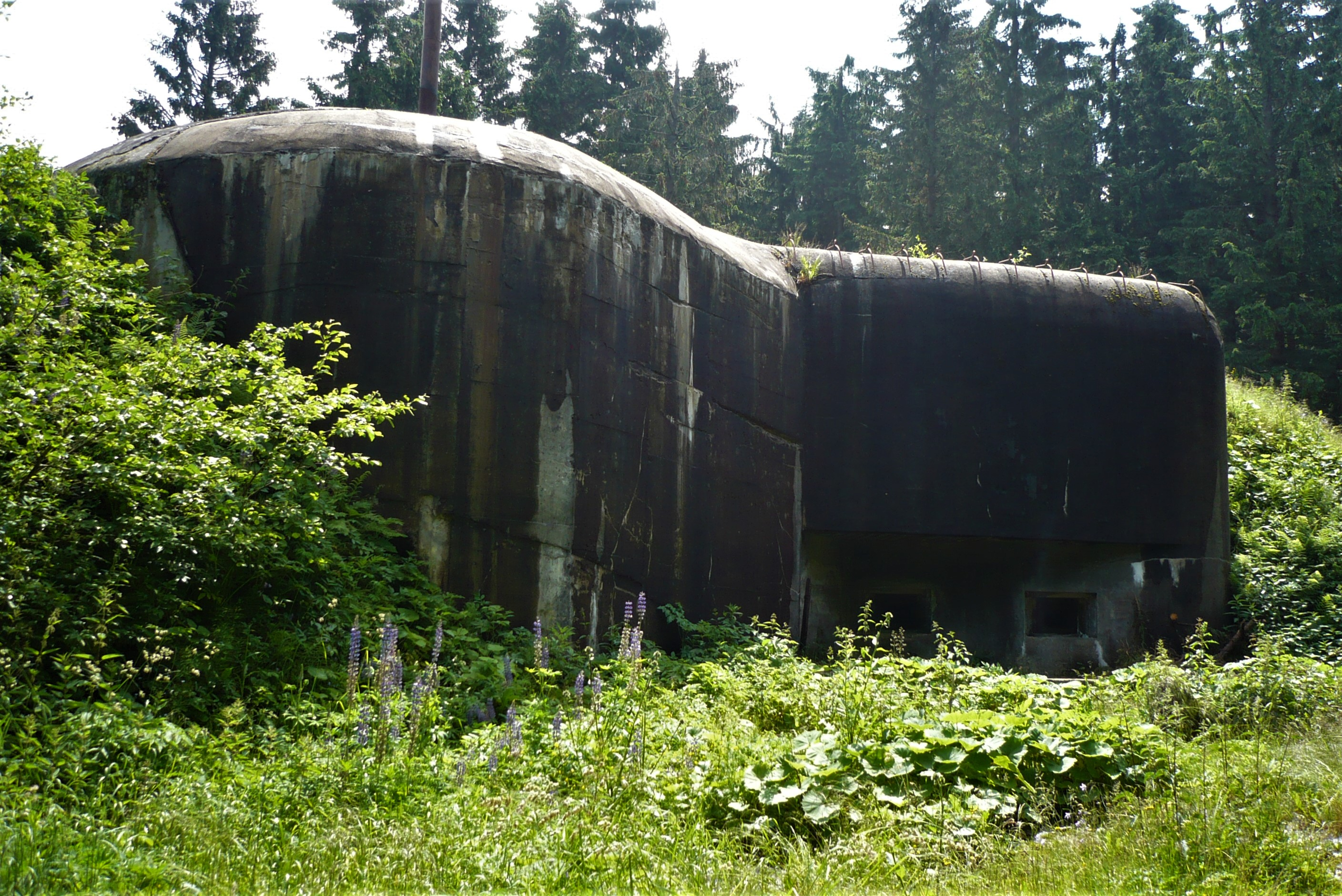
Schron R-H-S 80
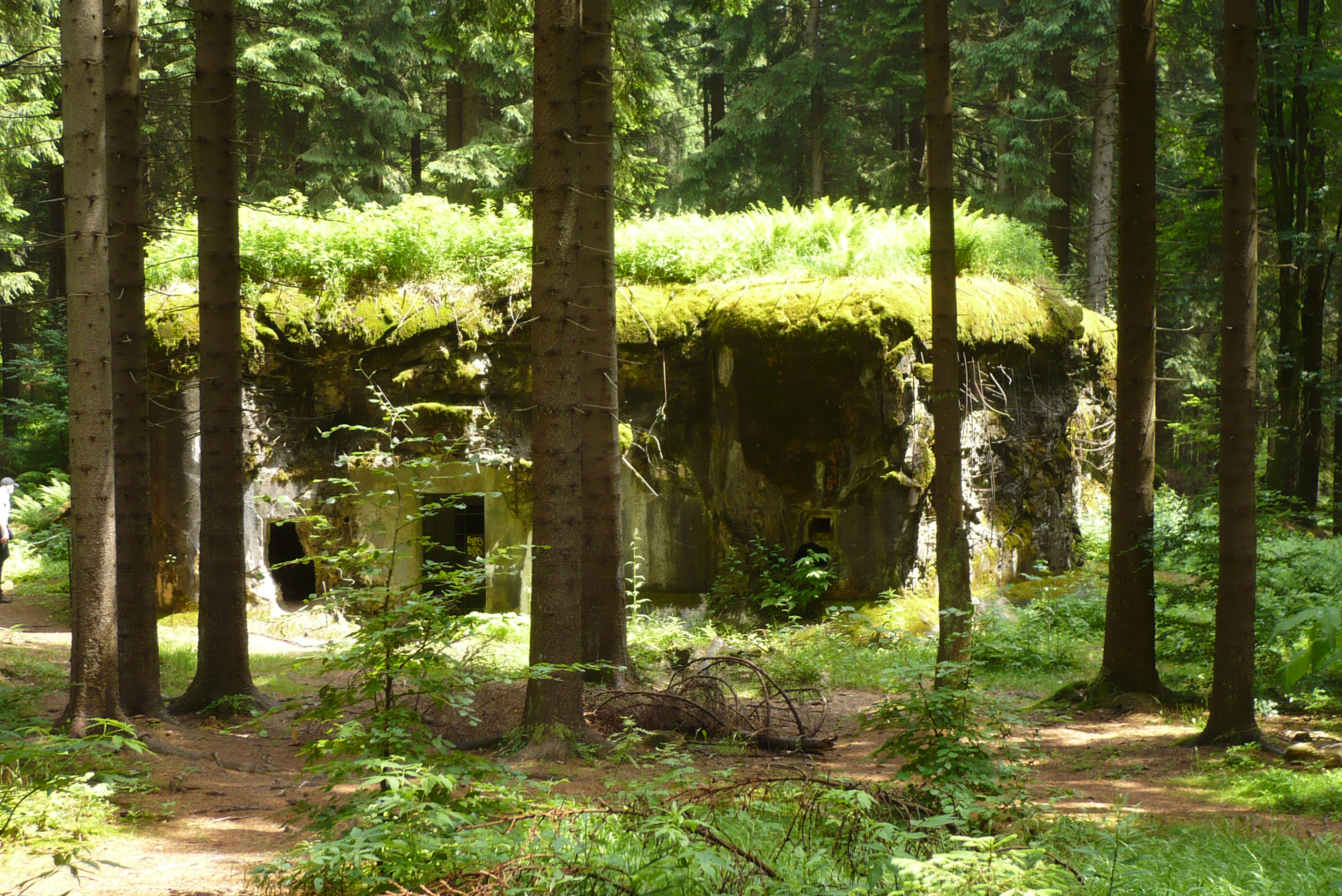
Schron
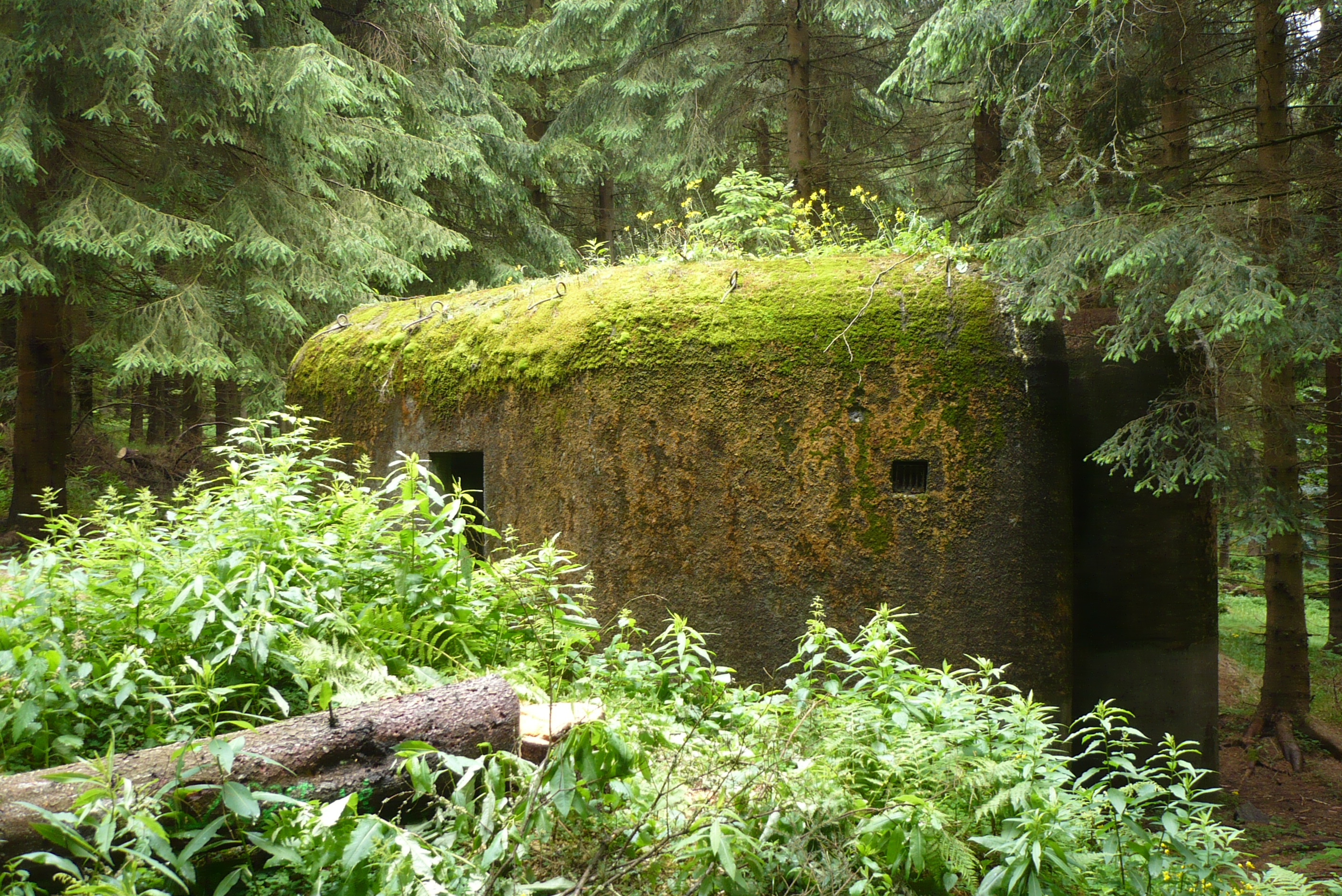
Schron
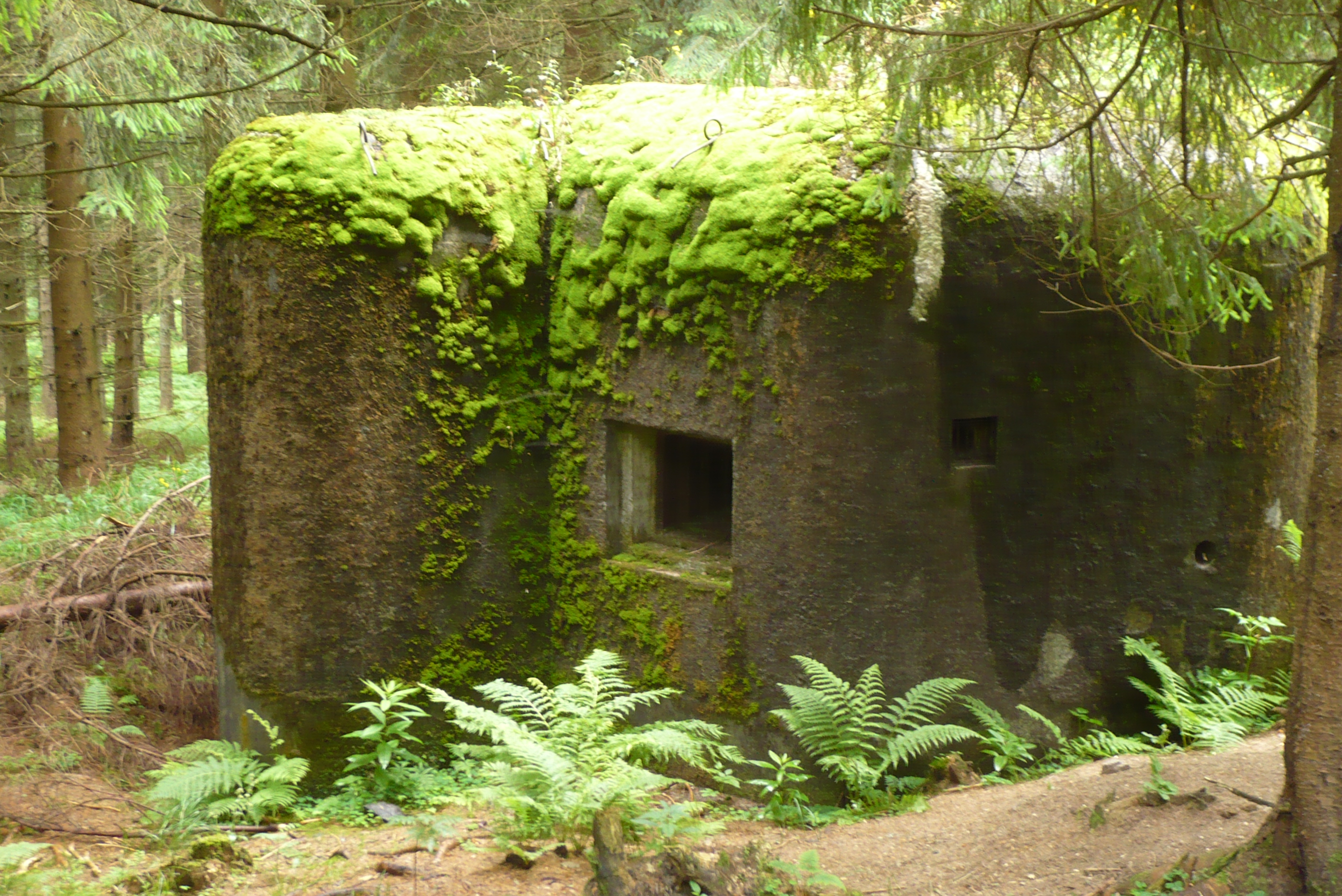
Schron
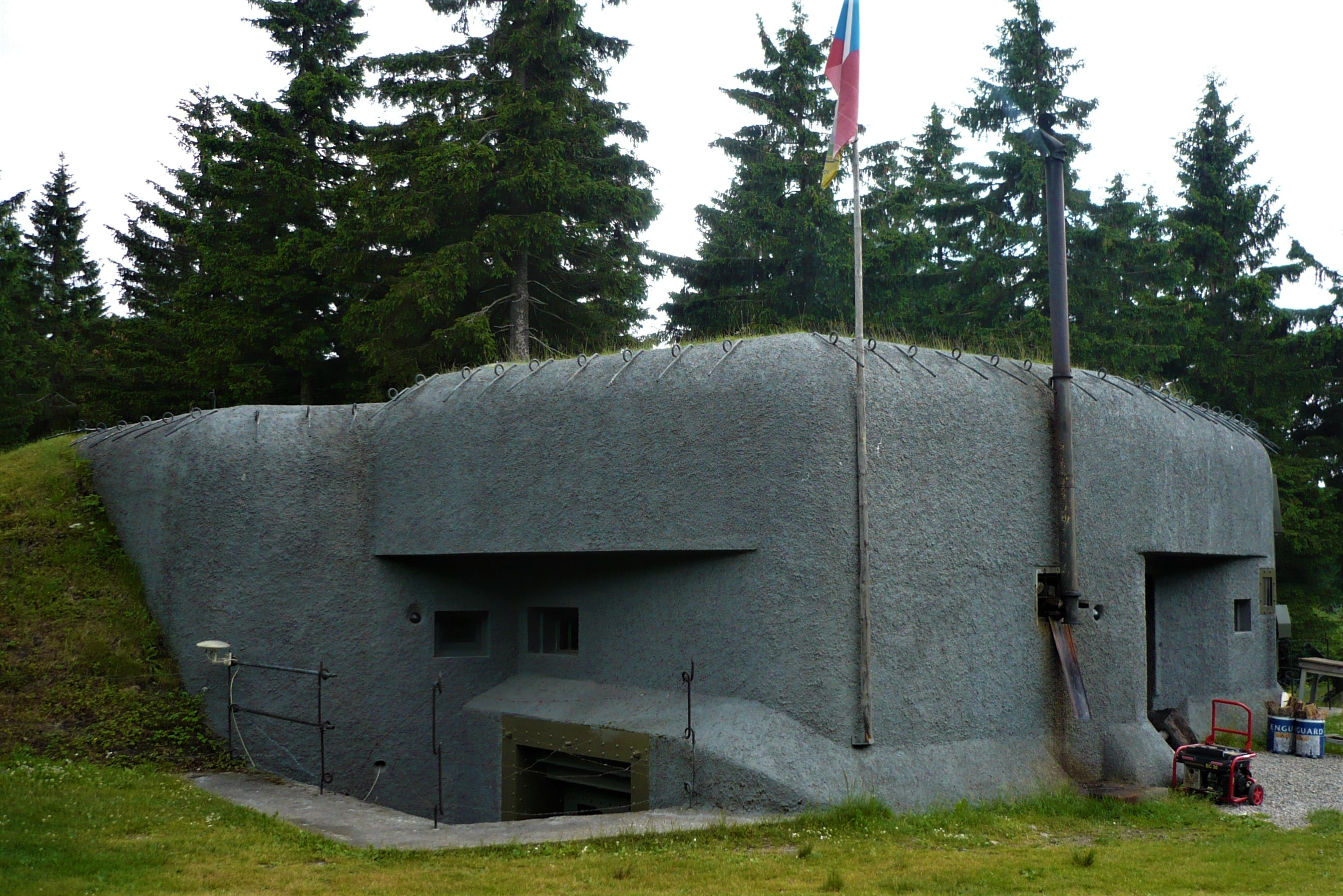
Schron R-S-87
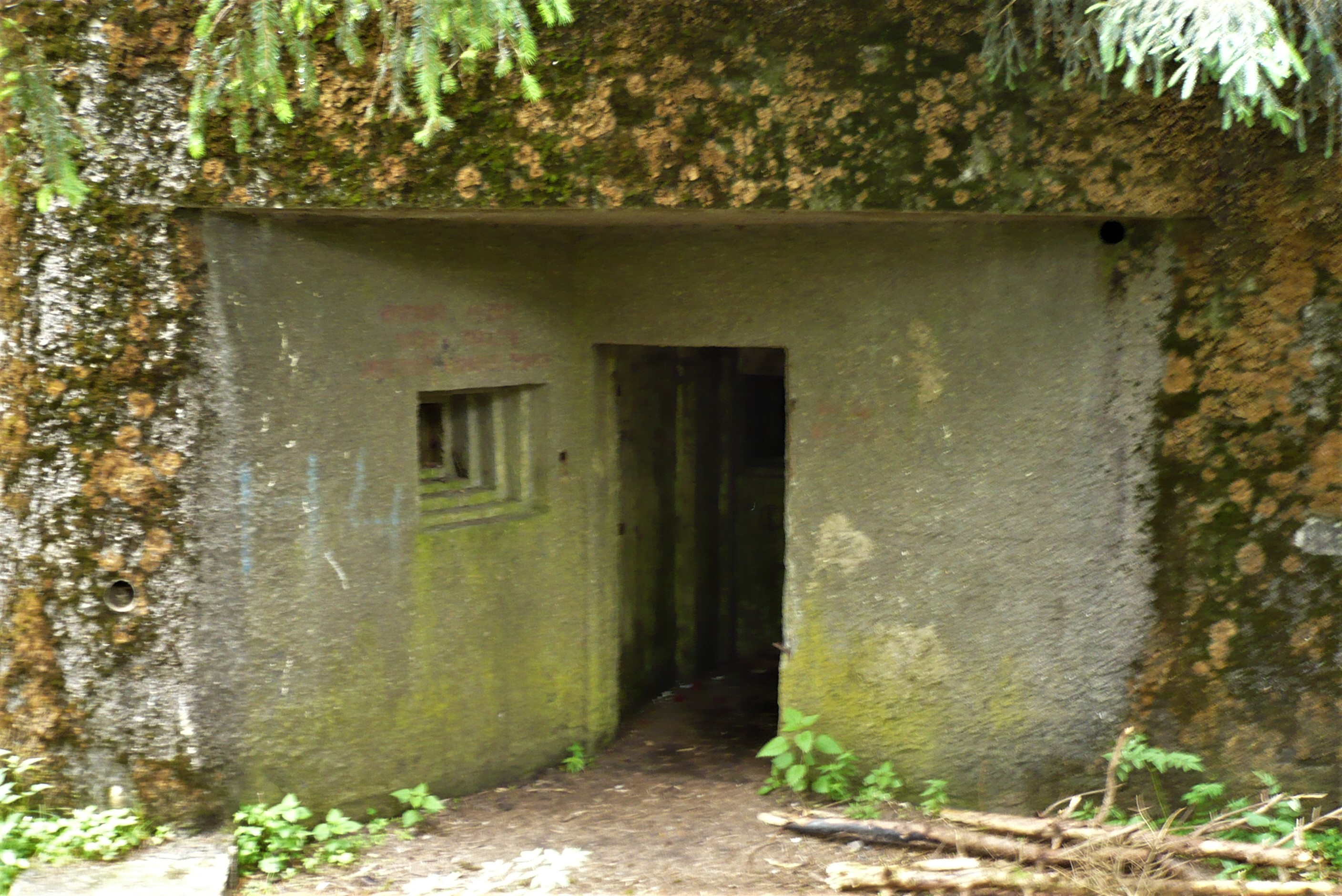
Schron R-S 85 Anna
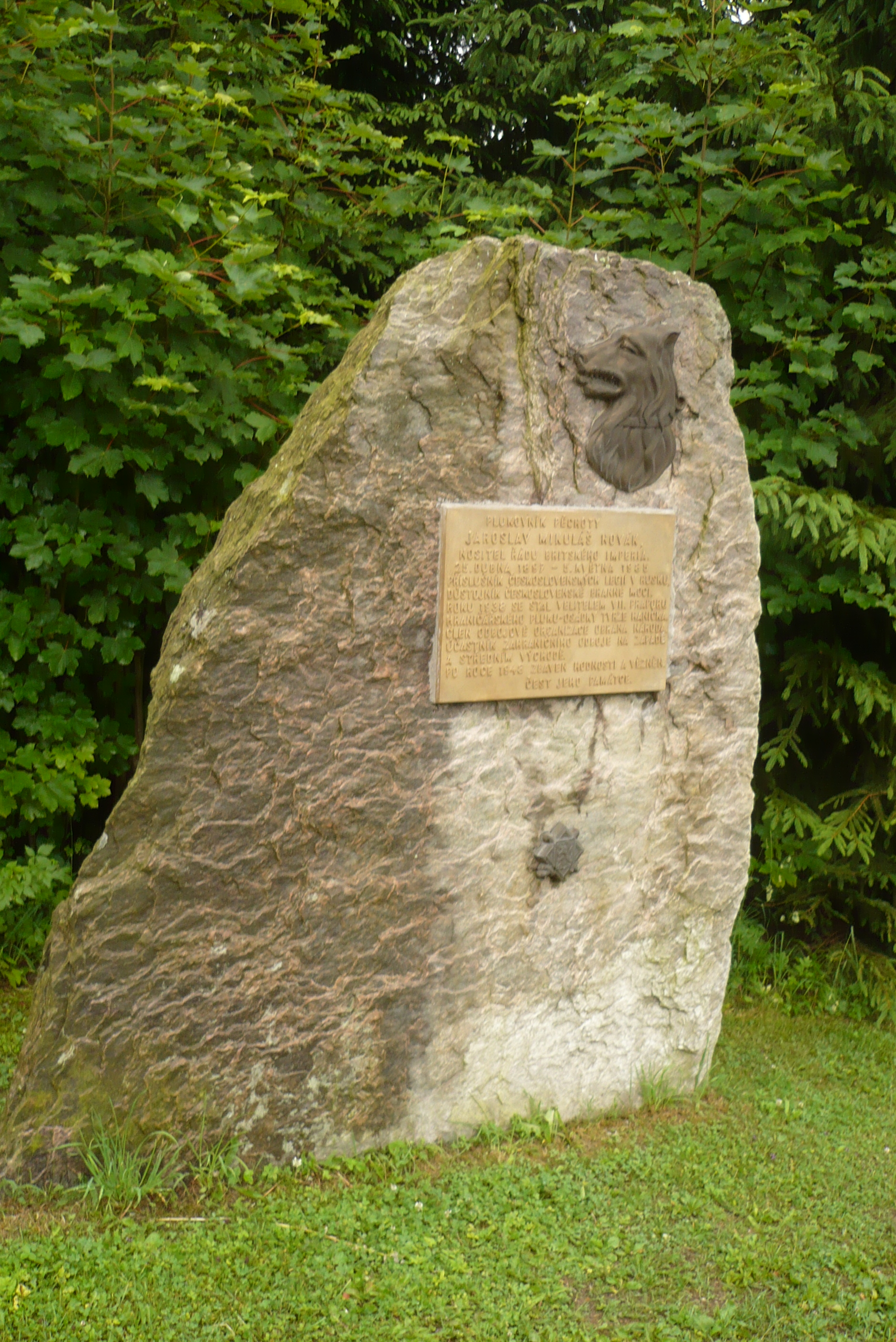
Pomnik
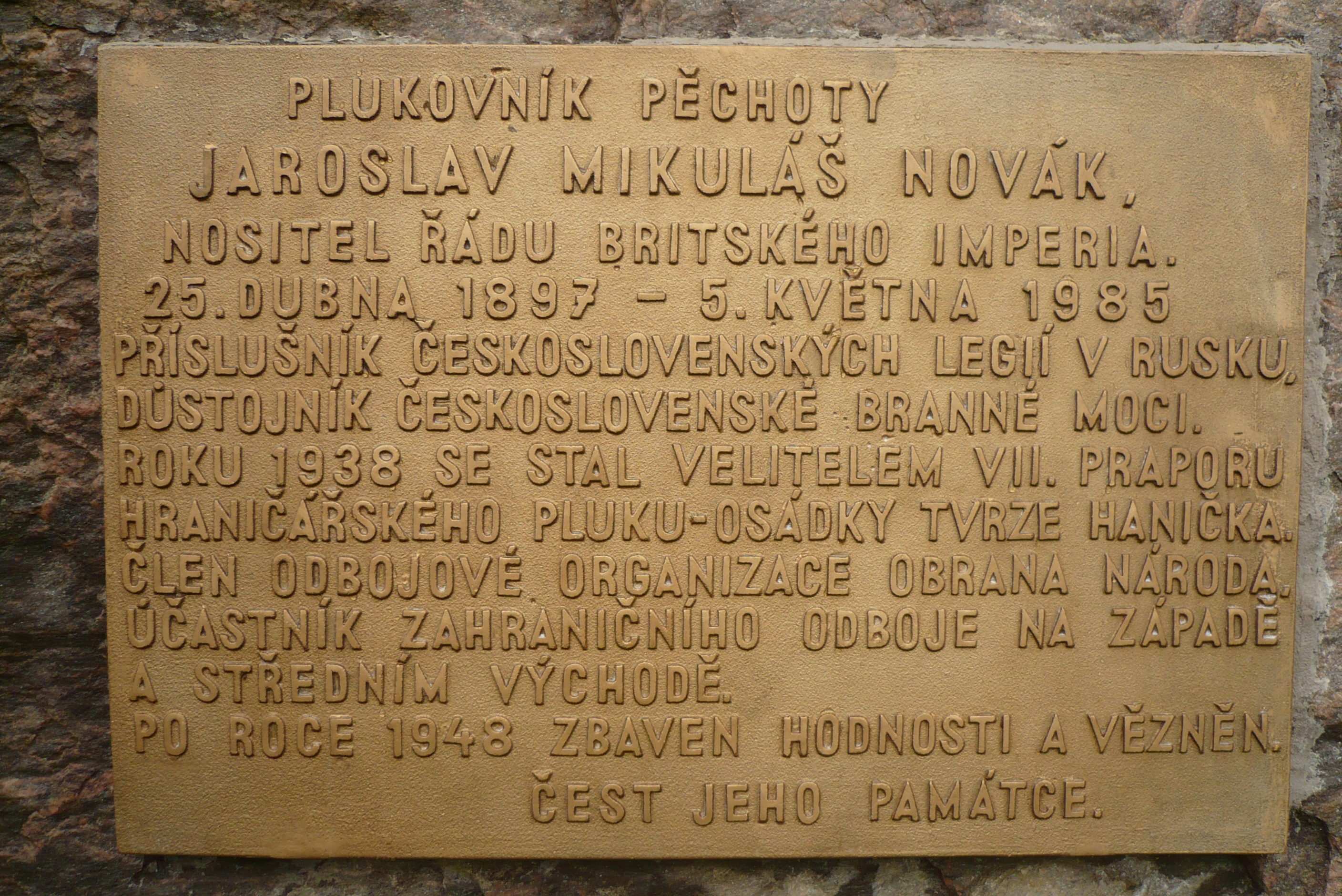
Tablica na pomniku
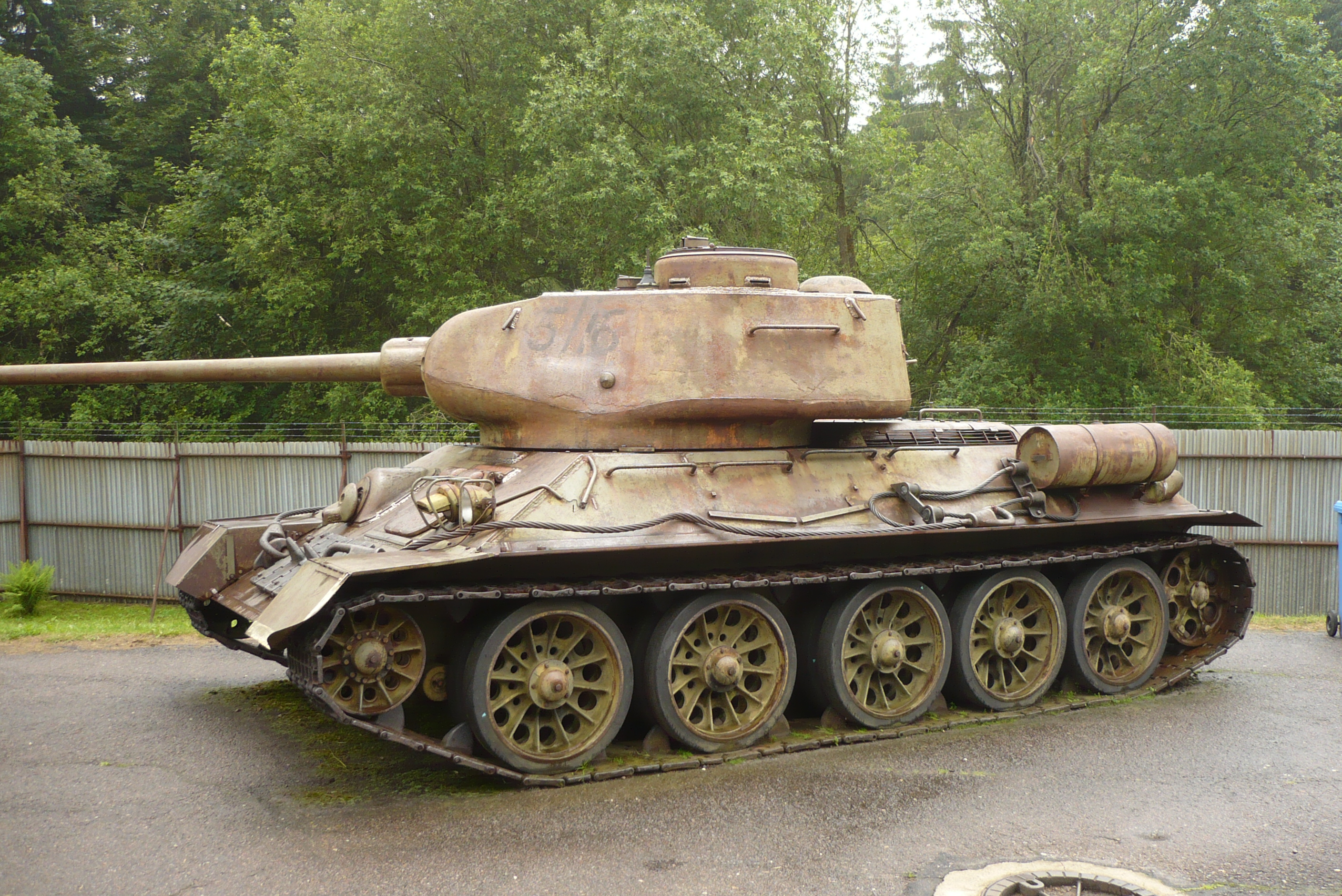
Czołg